# Liste der Nummer-eins-Alben in den deutschen Jazzcharts
In der Liste der Nummer-eins-Alben in den deutschen Jazzcharts werden alle Produkte aufgelistet, die in dem jeweiligen Monat die Chartspitze der offiziellen Deutschen Jazzcharts erreicht haben.

## Datenbasis und Hinweise zur Interpretation der aufgeführten Statistiken
Die Deutschen Jazzcharts werden im Auftrag des Bundesverband Musikindustrie vom deutschen Marktforschungsunternehmen GfK Entertainment ermittelt. Sie erfassen Verkäufe von Bild- beziehungsweise Tonträgern, Downloads und Musikstreamings mit Jazz an Endverbraucher. Es handelt sich hierbei um „Repertoire-Charts“, die das Marktsegment „Jazz“ abbilden. Dabei bilden sie einen Auszug aus den regulären Album Top 100 ab, in denen Verkäufe unabhängig von jeglichen Repertoire-Segmenten erfasst werden. Bei den Deutschen Jazzcharts handelt sich nicht nur um Repertoire-Charts, sondern auch um „Artist-Charts“, das heißt Compilations oder Sampler werden nicht berücksichtigt. Eine parallele Platzierung eines Produktes sowohl in den Album Top 100 als auch in den Jazzcharts ist daher nicht nur grundsätzlich möglich, sondern wird bei stark verkaufenden Produkten die Regel sein.
Die Einführung der Deutschen Jazzcharts erfolgte im August 2006 für Musikalben. Die Chartliste wird unter anderem durch das von der Universal Music Group betriebene Portal Jazzecho publiziert. Die hier dargestellten Auswertungen der deutschen Jazzcharts beschreiben lediglich Interpreten, die sich besonders häufig oder besonders lange an der Spitze der Jazz Top 20 aufhielten. Daraus können jedoch keine Verkaufszahlen oder weitere kommerzielle Erfolge abgeleitet werden.

## Liste der Nummer-eins-Alben in den Jazzcharts
| 2006 | 2007 |
| --- | --- |
| - Sérgio Mendes – Timeless - 2 Monate (Juli – August) - Diana Krall – From This Moment On - 2 Monate (September – Oktober) - Roger Cicero – Männersachen - 11 Monate (November 2006 – September 2007) | - Roger Cicero – Männersachen - 11 Monate (November 2006 – September 2007) - Herbie Hancock – River: The Joni Letters - 1 Monat (Oktober) - Till Brönner – The Christmas Album - 2 Monate (November – Dezember) |
| 2008 | 2009 |
| - Roger Cicero – Beziehungsweise - 6 Monate (Januar – Juni) - Jazzkantine – Hell’s Kitchen - 2 Monate (Juli – August) - Till Brönner – Rio - 5 Monate (September 2008 – Januar 2009)                  | - Till Brönner – Rio - 5 Monate (September 2008 – Januar 2009) - Keith Jarrett, Gary Peacock & Jack DeJohnette – Yesterdays - 1 Monat (Februar) - Madeleine Peyroux – Bare Bones - 1 Monat (März) - Diana Krall – Quite Nights - 1 Monat (April) - Melody Gardot – My One and Only Thrill - 3 Monate (Mai – Juli, insgesamt 11 Monate) - Miles Davis – Kind of Blue - 1 Monat (August) - Jan Garbarek Group – Dresden – In Concert - 2 Monate (September – Oktober) - Rebekka Bakken – Morning Hours - 3 Monate (November 2009 – Januar 2010) |

| 2010 | 2011 |
| --- | --- |
| - Rebekka Bakken – Morning Hours - 3 Monate (November 2009 – Januar 2010) - Pat Metheny – Orchestrion - 1 Monat (Februar) - Manu Katché – Third Round - 2 Monate (März – April) - Charlie Haden & Keith Jarrett – Jasmine - 1 Monat (Mai) - Herbie Hancock – The Imagine Project - 3 Monate (Juni – August) - Melody Gardot – My One and Only Thrill - 2 Monate (September – Oktober, insgesamt 11 Monate) - Till Brönner – At the End of the Day - 1 Monat (November) - Melody Gardot – My One and Only Thrill - 6 Monate (Dezember 2010 – Mai 2011, insgesamt 11 Monate)                                                                    | - Melody Gardot – My One and Only Thrill - 6 Monate (Dezember 2010 – Mai 2011, insgesamt 11 Monate) - Pat Metheny – What’s It All About - 2 Monate (Juni – Juli) - Tingvall Trio – Vägen - 1 Monat (August) - Wynton Marsalis & Eric Clapton – Play the Blues: Live from Jazz at Lincoln Center - 1 Monat (September) - Götz Alsmann – In Paris - 3 Monate (Oktober – Dezember) |
| 2012 | 2013 |
| - Keith Jarrett – Rio - 1 Monat (Januar) - Lyambiko – Lyambiko Sings Gershwin - 1 Monat (Februar) - Silje Nergaard – Unclouded - 1 Monat (März) - Esbjörn Svensson Trio – 301 - 1 Monat (April) - Melody Gardot – The Absence - 4 Monate (Mai – August) - Keith Jarrett, Jan Garbarek, Jon Christensen & Palle Danielsson – Sleeper - 1 Monat (September) - Diana Krall – Glad Rag Doll - 2 Monate (Oktober – November) - Till Brönner – Till Brönner - 3 Monate (Dezember 2012 – Februar 2013) | - Till Brönner – Till Brönner - 3 Monate (Dezember 2012 – Februar 2013) - Paul Kuhn feat. John Clayton & Jeff Hamilton – The L.A. Session - 1 Monat (März) - Youn Sun Nah – Lento - 1 Monat (April) - Caro Emerald – The Shocking Miss Emerald - 4 Monate (Mai – August) - Gregory Porter – Liquid Spirit - 10 Monate (September 2013 – Juni 2014, insgesamt 12 Monate) |
| 2014 | 2015 |
| - Gregory Porter – Liquid Spirit - 10 Monate (September 2013 – Juni 2014, insgesamt 12 Monate) - Keith Jarrett & Charlie Haden – Last Dance - 2 Monate (Juli – August) - Tony Bennett & Lady Gaga – Cheek to Cheek - 1 Monat (September) - Jamie Cullum – Interlude - 1 Monat (Oktober) - Gregory Porter – Liquid Spirit - 3 Monate (November 2014 – Januar 2015, insgesamt 12 Monate) | - Gregory Porter – Liquid Spirit - 3 Monate (November 2014 – Januar 2015, insgesamt 12 Monate) - Diana Krall – Wallflower - 3 Monate (Februar – April) - Keith Jarrett – Creation - 1 Monat (Mai) - Melody Gardot – Currency of Man - 3 Monate (Juni – August) - Lizz Wright – Freedom & Surrender - 1 Monat (September) - Michael Wollny mit Eric Schaefer & Christian Weber – Nachtfahrten - 2 Monate (Oktober – November) - Götz Alsmann & WDR Big Band – Winterwunderwelt, Vol. 2 - 1 Monat (Dezember) |
| 2016 | 2017 |
| - Kamasi Washington – The Epic - 1 Monat (Januar) - Nils Landgren mit Janis Siegel & Bochumer Symphoniker – Some Other Time – A Tribute to Leonard Bernstein - 2 Monate (Februar – März) - Roger Cicero – The Roger Cicero Jazz Experience - 1 Monat (April) - Gregory Porter – Take Me to the Alley - 4 Monate (Mai – August) - Till Brönner – The Good Life - 1 Monat (September) - Norah Jones – Day Breaks - 4 Monate (Oktober 2016 – Januar 2017) | - Norah Jones – Day Breaks - 4 Monate (Oktober 2016 – Januar 2017) - Verschiedene Interpreten – Manfred Krug – Seine Lieder - 2 Monate (Februar – März) - Dominic Miller – Silent Light - 1 Monat (April) - Diana Krall – Turn Up the Quiet - 1 Monat (Mai) - Nils Wülker – On - 1 Monat (Juni) - N.L. Funk Unit & Ray Parker, Jr. – Unbreakable - 1 Monat (Juli) - Tingvall Trio – Cirklar - 1 Monat (August) - Götz Alsmann – In Rom - 1 Monat (September – Oktober) - Gregory Porter – Nat “King” Cole & Me - 1 Monat (November – Dezember) |
| 2018 | 2019 |
| - Till Brönner & Dieter Ilg – Nightfall - 3 Monate (Januar – März; insgesamt 4 Monate) - Verschiedene Interpreten – Nordub - 1 Monat (April) - Esbjörn Svensson Trio – Live in London - 1 Monat (Mai) - Kamasi Washington – Heaven and Earth - 1 Monat (Juni) - John Coltrane – Both Directions at Once: The Lost Album - 1 Monat (Juli – August) - Diana Krall & Tony Bennett – Love Is Here to Stay - 1 Monat (September) - Max Mutzke – Colors - 1 Monat (Oktober) - Jeff Goldblum & The Mildred Snitzer Orchestra – The Capitol Studios Sessions - 1 Monat (November) - Nils Landgren – Christmas with My Friends VI - 1 Monat (Dezember) | - Till Brönner & Dieter Ilg – Nightfall - 1 Monat (Januar; insgesamt 4 Monate) - Rymden – Reflections & Odysseys - 1 Monat (Februar) - Dominic Miller – Absinthe - 1 Monat (März) - Lars Danielsson, Nils Landgren, Wolfgang Haffner & Michael Wollny – 4 Wheel Drive - 1 Monat (April, insgesamt 2 Monate) - Norah Jones – Begin Again - 1 Monat (Mai) - Lars Danielsson, Nils Landgren, Wolfgang Haffner & Michael Wollny – 4 Wheel Drive - 1 Monat (Juni, insgesamt 2 Monate) - Martin Tingvall – The Rocket - 2 Monate (Juli – August) - Miles Davis – Rubberband - 1 Monat (September) - Esbjörn Svensson Trio – Live in Gothenburg - 1 Monat (Oktober) - Keith Jarrett – Munich 2016 - 2 Monate (November – Dezember) |

| 2020 | 2021 |
| --- | --- |
| - Nils Landgren & Jan Lundgren – Kristallen - 1 Monat (Januar) - Pat Metheny – From This Place - 3 Monate (Februar – April) - Klaus Doldinger’s Passport – Motherhood - 1 Monat (Mai) - Norah Jones – Pick Me Up Off the Floor - 2 Monate (Juni – Juli) - Gregory Porter – All Rise - 3 Monate (August – Oktober) - Keith Jarrett – Budapest Concert - 1 Monat (November, insgesamt 2 Monate) - Götz Alsmann – L.I.E.B.E. - 1 Monat (Dezember) | - Till Brönner & Bob James – On Vacation - 1 Monat (Januar, insgesamt 2 Monate) - Keith Jarrett – Budapest Concert - 1 Monat (Februar, insgesamt 2 Monate) - Regener Pappik Busch – Ask Me Now - 1 Monat (März) - Till Brönner & Bob James – On Vacation - 1 Monat (April, insgesamt 2 Monate) - Klaus Doldinger’s Passport – The First 50 Years of Passport - 2 Monate (Mai – Juni) - Helge Schneider – Die Reaktion – The Last Jazz, Vol. II - 1 Monat (Juli) - Martin Tingvall – When Light Returns - 1 Monat (August) - Pat Metheny – Side Eye NYC – V1.IV - 1 Monat (September) - Tony Bennett & Lady Gaga – Love for Sale - 1 Monat (Oktober) - Till Brönner – Christmas - 2 Monate (November – Dezember, insgesamt 3 Monate) |
| 2022 | 2023 |
| - Lady Blackbird – Black Acid Soul - 2 Monate (Januar – Februar) - John Coltrane & Duke Ellington – Duke Ellington & John Coltrane - 1 Monat (März) - Sonny Red – Out of the Blue - 1 Monat (April) - Norah Jones – Come Away with Me - 1 Monat (Mai, insgesamt 3 Monate) - Melody Gardot & Philippe Powell – Entre eux deux - 1 Monat (Juni) - Al Di Meola, John McLaughlin & Paco de Lucía – Saturday Night in San Francisco - 2 Monate (Juli – August) - John Coltrane – Blue Train - 1 Monat (September) - Keith Jarrett – Bordeaux Concert - 1 Monat (Oktober) - Esbjörn Svensson – Home.S - 1 Monat (November) - Till Brönner – Christmas - 1 Monat (Dezember, insgesamt 3 Monate)             | - Verschiedene Interpreten – Here It Is: A Tribute to Leonard Cohen - 1 Monat (Januar) - Arne Jansen & Nils Wülker – Closer - 1 Monat (Februar) - Brad Mehldau – Your Mother Should Know – Brad Mehldau Plays The Beatles - 1 Monat (März) - The Ahmad Jamal Trio (Frank Gant, Ahmad Jamal & Jamil Nasser) – The Awakening - 1 Monat (April) - Rebekka Bakken – Always on My Mind - 1 Monat (Mai) - Pat Metheny – Dream Box - 1 Monat (Juni) - Tingvall Trio – Birds - 1 Monat (Juli) - Lee Morgan – Infinity - 1 Monat (August) - Yussef Dayes – Black Classical Music - 1 Monat (September) - Pharoah Sanders – Pharoah - 1 Monat (Oktober) - Gregory Porter – Christmas Wish - 2 Monate (November – Dezember)                    |
| 2024 | 2025 |
| - Norah Jones – Come Away with Me - 1 Monat (Januar, insgesamt 3 Monate) - Vijay Iyer, Tyshawn Sorey & Linda May Han Oh – Compassion - 1 Monat (Februar) - Norah Jones – Visions - 1 Monat (März) - Laufey – Bewitched - 1 Monat (April) - Kamasi Washington – Fearless Movement - 1 Monat (Mai) - Götz Alsmann – …bei Nacht… - 1 Monat (Juni) - Al Di Meola – Twentyfour - 1 Monat (Juli) - Pat Metheny – MoonDial - 1 Monat (August) - Arne Jansen & Nils Wülker – In Concert - 1 Monat (September) - Lady Gaga – Harlequin - 1 Monat (Oktober) - Miles Davis – Miles in France 1963 & 1964: The Bootleg Series, Vol. 8 - 1 Monat (November) - Laufey – A Very Laufey Holiday - 1 Monat (Dezember) | - Keith Jarrett – The Köln Concert - 3 Monate (Januar – März, insgesamt 4 Monate) - Emil Brandqvist Trio – Poems for Travellers - 1 Monat (April) - Keith Jarrett – The Köln Concert - 1 Monat (Mai, insgesamt 4 Monate) - Free Orbit – Free Jazz Goes Underground - 1 Monat (Juni) - Norah Jones – Come Away with Me - 1 Monat (Juli, insgesamt 3 Monate) |

## Künstler mit den meisten Nummer-eins-Alben
Diese Liste beinhaltet alle Künstler nach Anzahl ihrer Nummer-eins-Alben absteigend, die sich mit mindestens zwei Alben in den Jazzcharts platzieren konnten, sowie eine detaillierte Auflistung aller Alben von Künstlern mit mindestens fünf Nummer-eins-Erfolgen in chronologischer Reihenfolge. Bei gleicher Albumanzahl sind die Künstler alphabetisch aufgeführt.
- 10:  Keith Jarrett
- 08:  Till Brönner
- 06:  Diana Krall und  Pat Metheny
- 05:  Götz Alsmann,  Norah Jones,  Nils Landgren/N.L. Funk Unit,  Gregory Porter und  Martin Tingvall (Trio)
- 04:  Melody Gardot und  Esbjörn Svensson (Trio)
- 03:  Tony Bennett,  Roger Cicero,  John Coltrane,  Miles Davis,  Lady Gaga und  Nils Wülker
- 02:  Rebekka Bakken,  Jan Garbarek (Group),  Charlie Haden,  Herbie Hancock,  Arne Jansen,  Laufey,  Al Di Meola,   Dominic Miller,  Passport,  Kamasi Washington und  Michael Wollny

### Keith Jarrett
| Jahr | Titel            | Verweildauer | Zeitraum                                                      | Anmerkungen                                          | Bild |
| ---- | ---------------- | ------------ | ------------------------------------------------------------- | ---------------------------------------------------- | ---- |
| 2009 | Yesterdays       | 1 Monat      | 1. Februar – 28. Februar                                      | mit Jack DeJohnette & Gary Peacock                   |      |
| 2010 | Jasmine          | 1 Monat      | 1. Mai – 31. Mai                                              | mit Charlie Haden                                    |      |
| 2012 | Rio              | 1 Monat      | 1. Januar – 31. Januar                                        |                                                      |      |
| 2012 | Sleeper          | 1 Monat      | 1. September – 30. September                                  | mit Jon Christensen, Palle Danielsson & Jan Garbarek |      |
| 2014 | Last Dance       | 2 Monate     | 1. Juli – 31. August                                          | mit Charlie Haden                                    |      |
| 2015 | Creation         | 1 Monat      | 1. Mai – 31. Mai                                              |                                                      |      |
| 2019 | Munich 2016      | 2 Monate     | 1. November – 31. Dezember                                    |                                                      |      |
| 2020 | Budapest Concert | 2 Monate     | 1. November – 30. November 1. Februar 2021 – 28. Februar 2021 |                                                      |      |
| 2022 | Bordeaux Concert | 1 Monat      | 1. Oktober – 31. Oktober                                      |                                                      |      |
| 2025 | The Köln Concert | 4 Monate     | 1. Januar – 31. März 1. Mai – 31. Mai                         |                                                      |      |

### Till Brönner
| Jahr | Titel                 | Verweildauer | Zeitraum                                                        | Anmerkungen    | Bild |
| ---- | --------------------- | ------------ | --------------------------------------------------------------- | -------------- | ---- |
| 2007 | The Christmas Album   | 2 Monate     | 1. November – 31. Dezember                                      |                |      |
| 2008 | Rio                   | 5 Monate     | 1. September 2008 – 31. Januar 2009                             |                |      |
| 2010 | At the End of the Day | 1 Monat      | 1. Oktober – 31. Oktober                                        |                |      |
| 2012 | Till Brönner          | 3 Monate     | 1. Dezember 2012 – 28. Februar 2013                             |                |      |
| 2016 | The Good Life         | 1 Monat      | 1. September – 30. September                                    |                |      |
| 2018 | Nightfall             | 4 Monate     | 1. Januar – 31. März 1. Januar 2019 – 31. Januar 2019           | mit Dieter Ilg |      |
| 2021 | On Vacation           | 2 Monate     | 1. Januar – 31. Januar 1. April – 30. April                     | mit Bob James  |      |
| 2021 | Christmas             | 3 Monate     | 1. November – 31. Dezember 1. Dezember 2022 – 31. Dezember 2022 |                |      |

### Diana Krall
| Jahr | Titel                | Verweildauer | Zeitraum                     | Anmerkungen      | Bild |
| ---- | -------------------- | ------------ | ---------------------------- | ---------------- | ---- |
| 2006 | From This Moment On  | 2 Monate     | 1. September – 31. Oktober   |                  |      |
| 2009 | Quite Nights         | 1 Monat      | 1. April – 30. April         |                  |      |
| 2012 | Glad Rag Doll        | 2 Monate     | 1. Oktober – 30. November    |                  |      |
| 2015 | Wallflower           | 3 Monate     | 1. Februar – 30. April       |                  |      |
| 2017 | Turn Up The Quiet    | 1 Monat      | 1. Mai – 31. Mai             |                  |      |
| 2018 | Love Is Here to Stay | 1 Monat      | 1. September – 30. September | mit Tony Bennett |      |

### Pat Metheny
| Jahr | Titel                | Verweildauer | Zeitraum                     | Anmerkungen | Bild |
| ---- | -------------------- | ------------ | ---------------------------- | ----------- | ---- |
| 2010 | Orchestrion          | 1 Monat      | 1. Februar – 28. Februar     |             |      |
| 2011 | What’s It All About  | 2 Monate     | 1. Juni – 31. Juli           |             |      |
| 2020 | From This Place      | 3 Monate     | 1. Februar – 30. April       |             |      |
| 2021 | Side Eye NYC – V1.IV | 1 Monat      | 1. September – 30. September |             |      |
| 2023 | Dream Box            | 1 Monat      | 1. Juni – 30. Juni           |             |      |
| 2024 | MoonDial             | 1 Monat      | 1. August – 31. August       |             |      |

### Götz Alsmann
| Jahr | Titel                    | Verweildauer | Zeitraum                   | Anmerkungen      | Bild |
| ---- | ------------------------ | ------------ | -------------------------- | ---------------- | ---- |
| 2011 | In Paris                 | 3 Monate     | 1. Oktober – 31. Dezember  |                  |      |
| 2015 | Winterwunderwelt, Vol. 2 | 1 Monat      | 1. Dezember – 31. Dezember | mit WDR Big Band |      |
| 2017 | In Rom                   | 2 Monate     | 1. September – 31. Oktober |                  |      |
| 2020 | L.I.E.B.E.               | 1 Monat      | 1. Dezember – 31. Dezember |                  |      |
| 2024 | …bei Nacht…              | 1 Monat      | 1. Juni – 30. Juni         |                  |      |

### Norah Jones
| Jahr | Titel                    | Verweildauer | Zeitraum                                                                       | Anmerkungen | Bild |
| ---- | ------------------------ | ------------ | ------------------------------------------------------------------------------ | ----------- | ---- |
| 2016 | Day Breaks               | 4 Monate     | 1. Oktober 2016 – 31. Januar 2017                                              |             |      |
| 2019 | Begin Again              | 1 Monat      | 1. Mai – 31. Mai                                                               |             |      |
| 2020 | Pick Me Up Off the Floor | 2 Monate     | 1. Juni – 31. Juli                                                             |             |      |
| 2022 | Come Away with Me        | 3 Monate     | 1. Mai – 31. Mai 1. Januar 2024 – 31. Januar 2024 1. Juli 2025 – 31. Juli 2025 |             |      |
| 2024 | Visions                  | 1 Monat      | 1. März – 31. März                                                             |             |      |

### Nils Landgren/N.L. Funk Unit
| Jahr | Titel                                            | Verweildauer | Zeitraum                                | Anmerkungen                                            | Bild |
| ---- | ------------------------------------------------ | ------------ | --------------------------------------- | ------------------------------------------------------ | ---- |
| 2016 | Some Other Time – A Tribute to Leonard Bernstein | 2 Monate     | 1. Februar – 31. März                   | mit Bochumer Symphoniker & Janis Siegel                |      |
| 2017 | Unbreakable                                      | 1 Monat      | 1. Juli – 31. Juli                      | als N.L. Funk Unit mit Ray Parker Jr.                  |      |
| 2018 | Christmas with My Friends VI                     | 1 Monat      | 1. Dezember – 31. Dezember              |                                                        |      |
| 2019 | 4 Wheel Drive                                    | 2 Monate     | 1. April – 30. April 1. Juni – 30. Juni | mit Lars Danielsson, Wolfgang Haffner & Michael Wollny |      |
| 2020 | Kristallen                                       | 1 Monat      | 1. Januar – 31. Januar                  | mit Jan Lundgren                                       |      |

### Gregory Porter
| Jahr | Titel                | Verweildauer | Zeitraum                                                             | Anmerkungen | Bild |
| ---- | -------------------- | ------------ | -------------------------------------------------------------------- | ----------- | ---- |
| 2013 | Liquid Spirit        | 13 Monate    | 1. September 2013 – 30. Juni 2014 1. November 2014 – 31. Januar 2015 |             |      |
| 2016 | Take Me to the Alley | 4 Monate     | 1. Mai – 31. August                                                  |             |      |
| 2017 | Nat “King” Cole & Me | 2 Monate     | 1. November – 31. Dezember                                           |             |      |
| 2020 | All Rise             | 3 Monate     | 1. August – 31. Oktober                                              |             |      |
| 2023 | Christmas Wish       | 2 Monate     | 1. November – 31. Dezember                                           |             |      |

### Martin Tingvall/Tingvall Trio
| Jahr | Titel              | Verweildauer | Zeitraum               | Anmerkungen       | Bild |
| ---- | ------------------ | ------------ | ---------------------- | ----------------- | ---- |
| 2011 | Vägen              | 1 Monat      | 1. August – 31. August | als Tingvall Trio |      |
| 2017 | Cirklar            | 1 Monat      | 1. August – 31. August | als Tingvall Trio |      |
| 2019 | The Rocket         | 2 Monate     | 1. Juli – 31. August   |                   |      |
| 2021 | When Light Returns | 1 Monat      | 1. August – 31. August |                   |      |
| 2023 | Birds              | 1 Monat      | 1. Juli – 31. Juli     | als Tingvall Trio |      |

## „Dauerbrenner“ nach Alben
Diese Liste beinhaltet alle Alben – in chronologischer Reihenfolge nach ihrer Verweildauer absteigend – die mindestens vier Monate an der Chartspitze der Deutschen Jazzcharts standen:

| Jahr | Titel                     | Interpret                 | Verweildauer | Zeitraum                                                                               |
| ---- | ------------------------- | ------------------------- | ------------ | -------------------------------------------------------------------------------------- |
| 2013 | Liquid Spirit             | Gregory Porter            | 13 Monate    | 1. September 2013 – 30. Juni 2014 1. November 2014 – 31. Januar 2015                   |
| 2006 | Männersachen              | Roger Cicero              | 11 Monate    | 1. November 2006 – 30. September 2007                                                  |
| 2009 | My One and Only Thrill    | Melody Gardot             | 11 Monate    | 1. Mai – 31. Juli 1. September 2010 – 31. Oktober 2010 1. Dezember 2010 – 31. Mai 2011 |
| 2008 | Beziehungsweise           | Roger Cicero              | 6 Monate     | 1. Januar – 30. Juni                                                                   |
| 2008 | Rio                       | Till Brönner              | 5 Monate     | 1. September 2008 – 31. Januar 2009                                                    |
| 2012 | The Absence               | Melody Gardot             | 4 Monate     | 1. Mai – 31. August                                                                    |
| 2013 | The Shocking Miss Emerald | Caro Emerald              | 4 Monate     | 1. Mai – 31. August                                                                    |
| 2016 | Take Me to the Alley      | Gregory Porter            | 4 Monate     | 1. Mai – 31. August                                                                    |
| 2016 | Day Breaks                | Norah Jones               | 4 Monate     | 1. Oktober 2016 – 31. Januar 2017                                                      |
| 2018 | Nightfall                 | Till Brönner & Dieter Ilg | 4 Monate     | 1. Januar – 31. März 1. Januar 2019 – 31. Januar 2019                                  |
| 2025 | The Köln Concert          | Keith Jarrett             | 4 Monate     | 1. Januar – 31. März 1. Mai – 31. Mai                                                  |

## „Dauerbrenner“ nach Künstler
Diese Liste beinhaltet alle Künstler – in chronologischer Reihenfolge nach Monaten absteigend –, die sich mindestens sechs Monate an der Chartspitze der Jazzcharts halten konnten.
- 24:  Gregory Porter
- 21:  Till Brönner
- 19:  Melody Gardot
- 18:  Roger Cicero
- 16:  Keith Jarrett
- 11:  Norah Jones
- 10:  Diana Krall
- 09:  Pat Metheny
- 08:  Götz Alsmann
- 07:  Nils Landgren/N.L. Funk Unit
- 06:  Martin Tingvall (Trio)

## Interpreten mit den meisten Jahren zwischen dem ersten und letzten Nummer-eins-Album
- 16 Jahre und 119 Tage:  Keith Jarrett – Yesterdays (1. Februar 2009) → The Köln Concert (31. Mai 2025)
- 15 Jahre und 121 Tage:  Miles Davis – Kind of Blue (1. August 2009) → Miles in France 1963 & 1964: The Bootleg Series, Vol. 8 (30. November 2024)
- 15 Jahre und 60 Tage:  Till Brönner – The Christmas Album (1. November 2007) → Christmas (31. Dezember 2022)
- 14 Jahre und 212 Tage:  Pat Metheny – Orchestrion (1. Februar 2010) → MoonDial (31. August 2024)
- 13 Jahre und 211 Tage:  Rebekka Bakken – Morning Hours (1. November 2009) → Always on My Mind (31. Mai 2023)
- 13 Jahre und 60 Tage:  Melody Gardot – My One and Only Thrill (1. Mai 2009) → Entre eux deux (30. Juni 2022)
- 12 Jahre und 273 Tage:  Götz Alsmann – In Paris (1. Oktober 2011) → …bei Nacht… (30. Juni 2024)
- 12 Jahre und 29 Tage:  Diana Krall – From This Moment On (1. September 2006) → Love Is Here To Stay (30. September 2018)
- 11 Jahre und 364 Tage:  Martin Tingvall (Trio) – Vägen (1. August 2011) → Birds (31. Juli 2023)
- 10 Jahre und 243 Tage:  Esbjörn Svensson (Trio) – 301 (1. April 2012) → Home.S (30. November 2022)
- 10 Jahre und 121 Tage:  Gregory Porter – Liquid Spirit (1. September 2013) → Christmas Wish (31. Dezember 2023)
- 10 Jahre und 60 Tage:  Lady Gaga – Cheek to Cheek (1. September 2014) → Harlequin (31. Oktober 2024)

## Alben mit den meisten Jahren zwischen der ersten und letzten Nummer-eins-Platzierung
- 3 Jahre und 91 Tage:  Norah Jones – Come Away with Me (1. Mai 2022 – 31. Juli 2025)
- 2 Jahre und 30 Tage:  Melody Gardot – My One and Only Thrill (1. Mai 2009 – 31. Mai 2011)
- 1 Jahr und 152 Tage:  Gregory Porter – Liquid Spirit (1. September 2013 – 31. Januar 2015)
- 1 Jahr und 60 Tage:  Till Brönner – Christmas (1. November 2021 – 31. Dezember 2022)
- 1 Jahr und 30 Tage:  Till Brönner & Dieter Ilg – Nightfall (1. Januar 2018 – 31. Januar 2019)

## Besonderheiten
Längste Verweildauer an der Chartspitze am Stück
- Roger Cicero – Männersachen (11 Monate)

Rückkehr an die Chartspitze nach Werk
- Melody Gardot – My One and Only Thrill (2 Mal)